# おばあさんの反乱
『おばあさんがやってきた 中年のための老後学入門』（おばあさんがやってきた ちゅうねんためのろうごがくにゅうもん）は、流石真知子によるエッセイ。2004年1月15日に文芸社より刊行された。訪問介護に従事する著者が、一人暮らしの93歳の伯母を介護することとなった姉妹の奮闘記を通じて老人介護の実態を綴る。
第4回文芸社新春ドラマスペシャル『おばあさんの反乱 遺産はだれのモノ?』（おばあさんのはんらん いさんはだれのもの）として、テレビ朝日系にて2005年にテレビドラマ化された。

## 書誌情報
- おばあさんがやってきた 中年のための老後学入門（2004年1月15日、文芸社、ISBN 978-4-8355-6808-9）

## テレビドラマ
おばあさんの反乱～遺産はだれのモノ?（おばあさんのはんらん　いさんはだれのもの）は、2005年1月9日の14:00～15:25にテレビ朝日系列にて放映された、単発スペシャルドラマである。「第4回文芸社新春ドラマスペシャル」と銘打っている。
- 老人福祉問題をユーモアたっぷりに描いたホームドラマである。
- 磯野貴理子の初主演作品である。

### あらすじ（テレビドラマ）
平穏な生活を送っている中年女性姉妹に、遠く離れて暮らしている伯母の様子がおかしいとの一報が入った。駆けつけた姉妹には独居老人の介護のほかに、認知症問題と遺産相続問題が一挙に降りかかってくることに…姉妹は、伯母の介護と問題解決に奮闘する。

### 出演
- 流石真知子：磯野貴理子
- 加納芙佐子：伊藤蘭
- 流石静子：白川由美
- 高梨美代：宝生あやこ
- 高梨良和：石田太郎
- 高梨美紀子：浅利香津代
- 園井百合子：川口敦子
- 川中院長：斎藤洋介
- 秋山：中丸新将
- 園田恵子
- 石坂晴樹
- 渡辺憲吉

### スタッフ
- 原作：流石真知子著「おばあさんがやってきた　中年のための老後学入門」（文芸社刊）
- 企画協力：文芸社
- 脚本：井沢満
- プロデュース：小林由紀子、菅原章ほか
- ロケ協力：米沢市、米沢商工会議所、米沢市消防本部、米沢信用金庫、上杉神社、ホテルサンルート米沢、東海大学医学部付属八王子病院、東日本旅客鉄道仙台支社。
- 演出：猪原達三
- 制作：テレビ朝日、電通